# Partit Popular de Catalunya (1973-1976)
El Partit Popular de Catalunya fou una organització política creada el 1973 arran d'una escissió del Front Nacional de Catalunya. Dirigit per Joan Colomines i Puig, Enric Moltó i Munarriz, Anton Sala Cornadó i Jordi Colomines i Companys, va ser un partit de caràcter marcadament catalanista i partidari d'un socialisme eclèctic, democràtic i autogestionari.
Formà part de l'Assemblea de Catalunya i del Consell de Forces Polítiques, i va publicar la revista "Nova Catalunya".
El congrés constituent del partit es feu a l'església de Sant Felip Neri de Barcelona el 28 de març de 1976, on Joan Colomines en fou escollit secretari general polític.
Fou dissolt formalment l'1 de novembre de 1976 amb la integració de la majoria dels seus militants al Partit Socialista de Catalunya-Congrés.